# 3048 Guangzhou
A 3048 Guangzhou (ideiglenes jelöléssel 1964 TH1) a Naprendszer kisbolygóövében található aszteroida. A Bíbor-hegyi Obszervatórium fedezte fel 1964. október 8-án.